# 고우 (포켓몬스터)
고우는 《포켓몬스터 W》에 나오는 등장인물이다. 포켓몬스터 W의 공동 주인공이며 파트너는 에이스번이다.